# Christoph Franceschini
Christoph Franceschini (* 22. Dezember 1964 in Eppan) ist ein Journalist und Dokumentarfilmer aus Südtirol.

## Biographie
Franceschini studierte an der Universität Innsbruck Geschichte, Philosophie und Politikwissenschaft, schloss dieses Studium aber nicht ab. Das Manuskript seiner nicht eingereichten Diplomarbeit wurde von seinem Betreuer Rolf Steininger in dessen historischen Arbeiten zitiert.
Seit 1984 ist Franceschini freier Mitarbeiter des Rai Senders Bozen (inzwischen Rai Südtirol), von 1996 bis 2013 war er Redakteur der Neuen Südtiroler Tageszeitung. In der Folge publizierte er bis Ende 2024 seine Artikel und Reportagen auf der Nachrichten-Website salto.bz, der er von 2016 bis 2019 auch als Chefredakteur diente. Er gilt als einer der am besten vernetzten politischen Journalisten Südtirols und zeichnete als solcher für zahlreiche Scoops verantwortlich. Ende 2024 verließ Franceschini salto.bz und ist seit Anfang 2025 ist er wieder als Redakteur bei der Neuen Südtiroler Tageszeitung tätig.
Franceschini ist der Autor mehrerer Fernsehdokumentationen, darunter der 2004 zusammen mit Helmut Lechthaler vollendeten, sechsteiligen Serie Bombenjahre – Geschichte der Südtirol-Attentate. Für ihre Arbeit, deren Ausstrahlung zunächst durch politische Interventionen verzögert worden war, erhielten die beiden 2005 den Prof. Claus Gatterer-Preis.
Neben seiner Tätigkeit als Journalist war Franceschini lokalpolitisch in seiner Heimatgemeinde Eppan in einer Bürgerliste aktiv.
Im Jahr 2023 wurde Franceschini von Politika mit der Auszeichnung als Südtirols „politischer Persönlichkeit des Jahres 2022“ bedacht.

## Filme
als Regisseur:
- 1996: Macht weiter, was gut war – Alexander Langer 1946 – 1995
- 1997: 17. September 1957 – Der Tag von Sigmundskron
- 2004: Bombenjahre (sechsteilige TV-Serie)
- 2006: Der 15. Achttausender
- 2007: Spolpo – Music in the Mountains
- 2011: Spatzen auf See – Das Phänomen Kastelruther Spatzen
- 2019: Herbert Pixner & The Italo Connection

## Bücher
- SELfservice. Ein Südtiroler Skandal. Edition Raetia, Bozen 2014, ISBN 978-88-7283-500-5.
- Bankomat. Die Millionenverluste der Südtiroler Sparkasse. Edition Raetia, Bozen 2015, ISBN 978-88-7283-553-1.
- mit Thomas Wegener Friis und Erich Schmidt-Eenboom: Spionage unter Freunden. Partnerdienstbeziehungen und Westaufklärung der Organisation Gehlen und des BND. Ch. Links Verlag, Berlin 2017, ISBN 978-3-86153-946-9.
- Geheimdienste, Agenten, Spione. Südtirol im Fadenkreuz fremder Mächte. Band 1. Edition Raetia, Bozen 2020, ISBN 978-88-7283-735-1.
- Segretissimo – Streng geheim! Südtirol im Fadenkreuz fremder Mächte. Band 2. Edition Raetia, Bozen 2021, ISBN 978-88-7283-763-4.
- mit Artur Oberhofer: Freunde im Edelweiß. Ein Sittenbild der Südtiroler Politik. Edition Arob, Bozen 2022, ISBN 978-88-88396-21-7.
- mit Artur Oberhofer: Das Geschäft mit der Angst. Ein Südtiroler Wirtschaftskrimi: Die Fakten und Hintergründe zum Masken-Skandal. Edition Arob, Bozen 2023, ISBN 978-88-88396-32-3.